# 英德过路黄
英德过路黄（学名：Lysimachia yindeensis）为报春花科珍珠菜属的植物，为中国的特有植物。分布于中国大陆的广东等地，多生长在山谷溪边林下，目前尚未由人工引种栽培。